# 히아신스
히아신스(영어: hyacinth)는 비짜루과(아스파라거스과) 무릇아과에 속하는 히아신스속의 총칭으로 여러해살이풀이다. 지중해 연안과 소아시아가 원산지이며 16세기 초반에 유럽에 전해져 원예식물로 많은 품종개량이 이루어졌다.

## 특징
하이신스속(屬)은 가을에 심고 추위에 강하다. 3종이 있는데, 원예상의 하이신스라 하는 것은 본종 Hyacinthus orientalis를 가리킨다. 비늘줄기는 길이 3-5cm의 난원형이며 겉이 흑갈색이다. 잎은 뿌리에서 4-5개가 모여나고 길이 15-30cm의 선형으로서 다육질이며 안쪽으로 굽는다. 꽃은 3월 하순에 피고 잎 사이에서 길이 약 20cm의 꽃줄기가 나와 그 윗부분에 많은 꽃이 총상꽃차례로 달린다. 화관은 지름 2-3cm의 깔대기 모양이며 6개로 갈라져서 뒤로 젖혀진다. 꽃은 품종에 따라 홑꽃과 겹꽃이 있고, 꽃색도 백색·황색·분홍·홍색·청색·자색 등 다양하다. 꽃은 향기가 짙어 향료의 원료로 이용되며 6,000kg의 꽃으로부터 1kg의 기름이 채취된다.

## 재배
뿌리는 10월에 심고 양지바르고 배수가 잘 되는 사질양토가 가장 적합한데, 밑거름으로서 1m2당 100g의 화성비료를 시비하면 된다. 화단에 심을 때는 깊이 15cm, 간격 15-20cm로 심는다. 발아 후에는 2,3회 관수 대신에 액비를 준다. 화분에 심을 경우, 4호 화분에는 1구, 7호 화분에는 3구를 심는데, 구근이 조금 나올 정도로 얕게 심는다. 화분에서는 건조에 약하기 때문에 관수를 충분히 한다. 월 2회 정도 관수 대신에 액비를 주면 생장을 촉진하는데, 1월 하순 이후, 실내의 볕에 놓으면 옥외보다 일찍 꽃이 핀다. 물재배도 흔히 하는데, 큰 구근을 골라서 11월경에 심어 냉암소에서 발근시키고 나서 밝은 곳에 내놓고, 다음해 1월경에 볕이 잘 드는 곳으로 옮기면 옥외보다도 일찍 개화한다.

## 신화
아폴론은 히아킨토스라는 소년을 애지중지하여 항상 데리고 다녔다. 어느 날 이 둘은 원반 던지기 놀이를 했다. 아폴론이 원반을 던지자 질투에 찬 서풍의 신 제피로스가 그것의 방향을 바꾸어 버렸다. 자기도 빨리 던져보고 싶어서 원반을 받으려고 달려가던 히아킨토스는 땅에 떨어진 다음 다시 튀어오른 원반에 머리를 맞고 쓰러져 죽어 버렸다. 그때 흘린 피에서 그의 이름을 딴 꽃인 히아신스가 피어났다.

## 사진

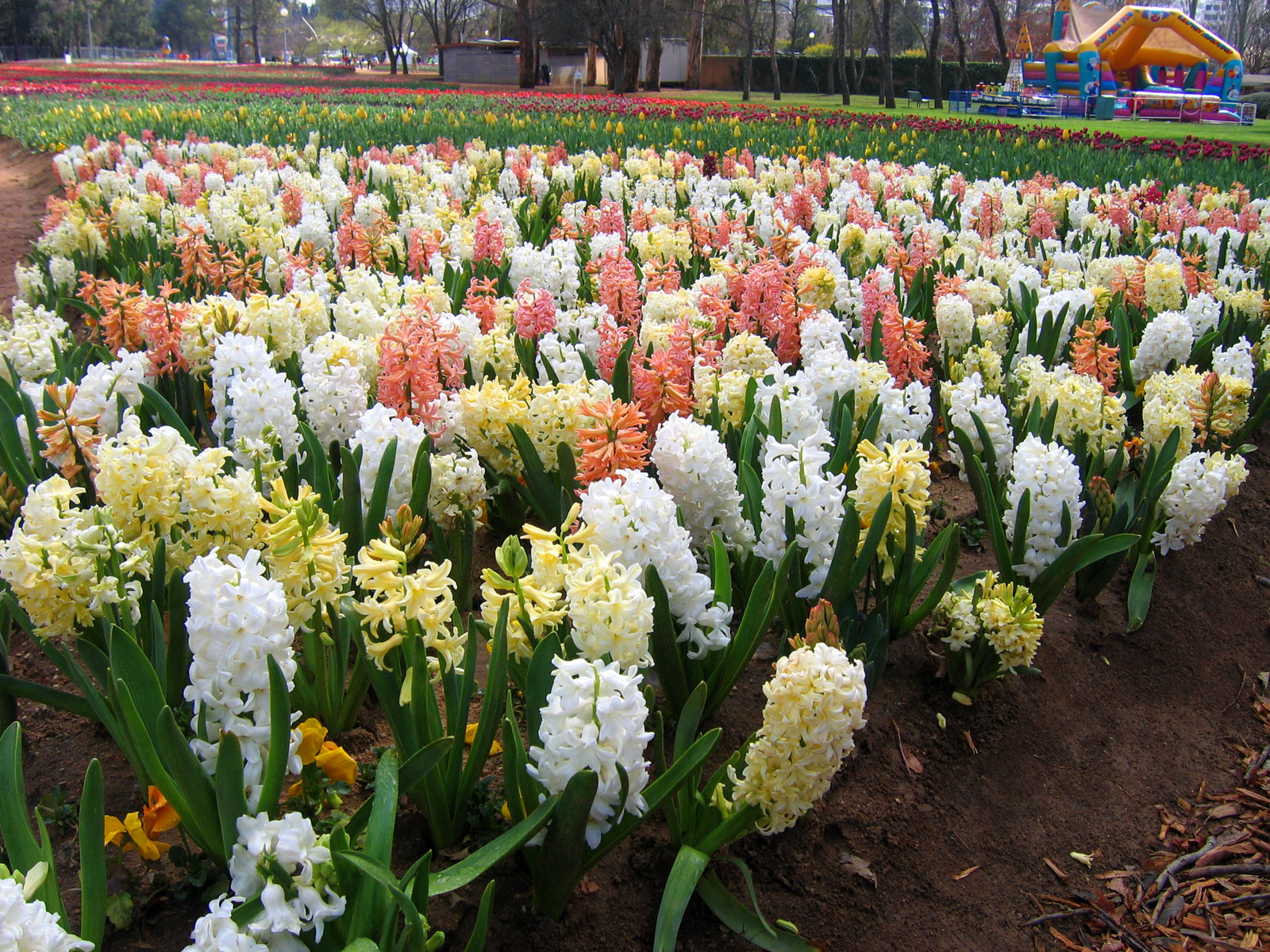
캔버라 플로리아드 내의 히아신스.
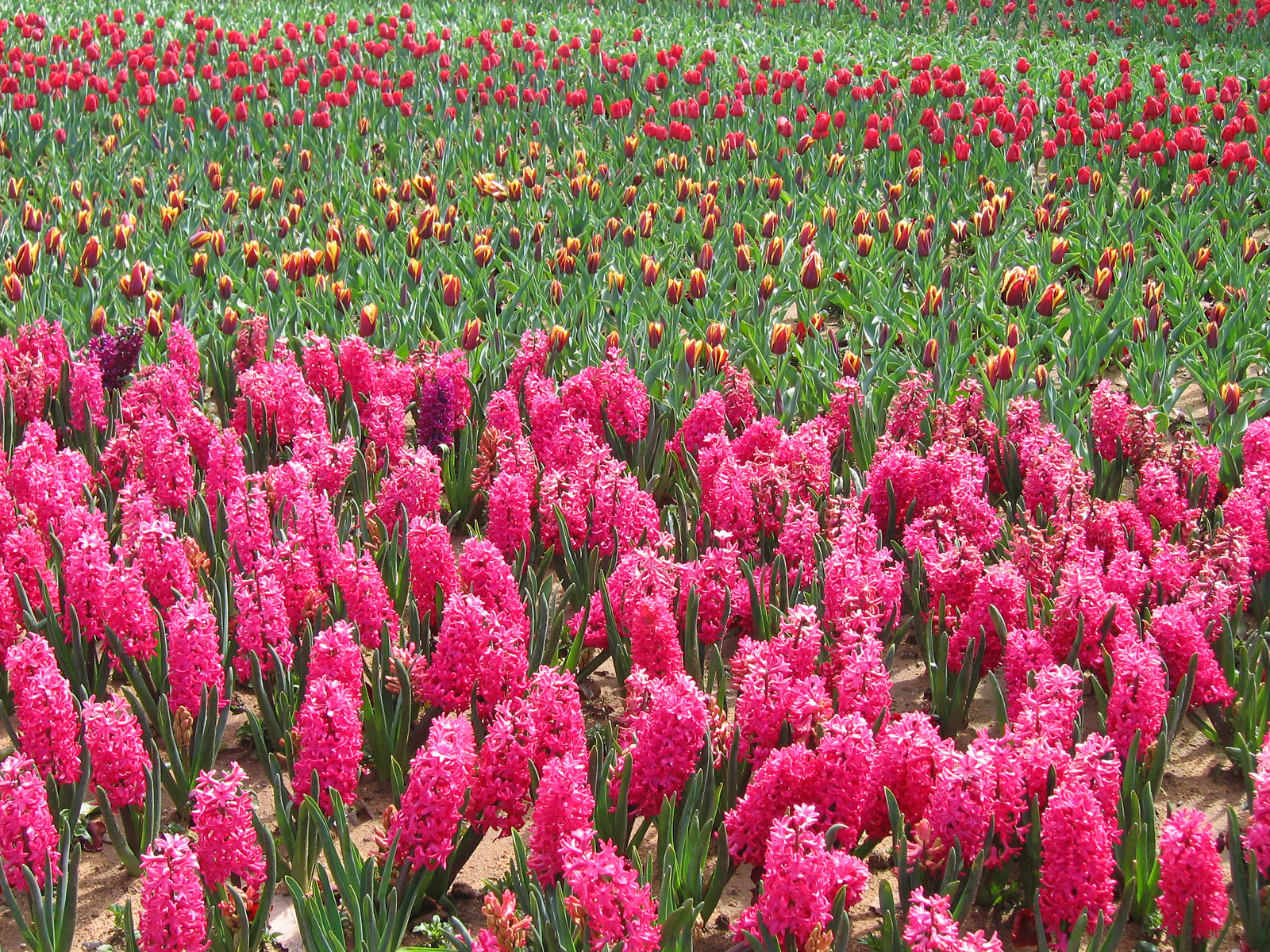
캔버라 플로리아드 내의 히아신스.